# Asaracus elegantulus
Asaracus elegantulus är en spindelart som beskrevs av Cândido Firmino de Mello-Leitão 1947. 
Asaracus elegantulus ingår i släktet Asaracus och familjen hoppspindlar. Inga underarter finns listade i Catalogue of Life.